# Юпшара
Юпша́ра (абх. Ҩҧсара, груз. იუფშარა) — река в северной части Абхазии. Берёт начало из озера Рица, впадает в реку Гега. Принадлежит бассейну реки Бзыбь, которая впадает в Чёрное море.
Общая длина реки 12,6 км, средний уклон русла — 48,7 м/км. Площадь водосбора — 170 км². Юпшара наиболее полноводна в мае (расход воды — 29,6 м³/с), наименее полноводна в феврале (0,94 м³/с).
Вдоль реки проходит автомобильная дорога к озеру Рица. Маршрут популярен среди туристов. Река имеет подземное русло, поэтому в жаркое время года наземное русло на протяжении нескольких километров остаётся сухим.
Через Юпшару построено 11 мостов. Река порожиста, протекает по узкому и глубокому ущелью. Используется для спортивного сплава. Длина спортивной сплавной части составляет 9,1 км, средний уклон этого участка — 30,5 метров на 1 км. Перед слиянием с Гегой каменистое дно Юпшары образует сложный порог.

## Юпшарская теснина
По дороге на озеро Рица, примерно на полпути между поворотом на Гегский водопад и озером Рица, расположена Юпшарская теснина — одна из достопримечательностей Абхазии. Или, по-другому, ущелье «Каменный мешок» (туристическое название). Координаты: 43°25′33″ с. ш. 40°31′08″ в. д.. Длина ущелья — 8 км.

## Галерея

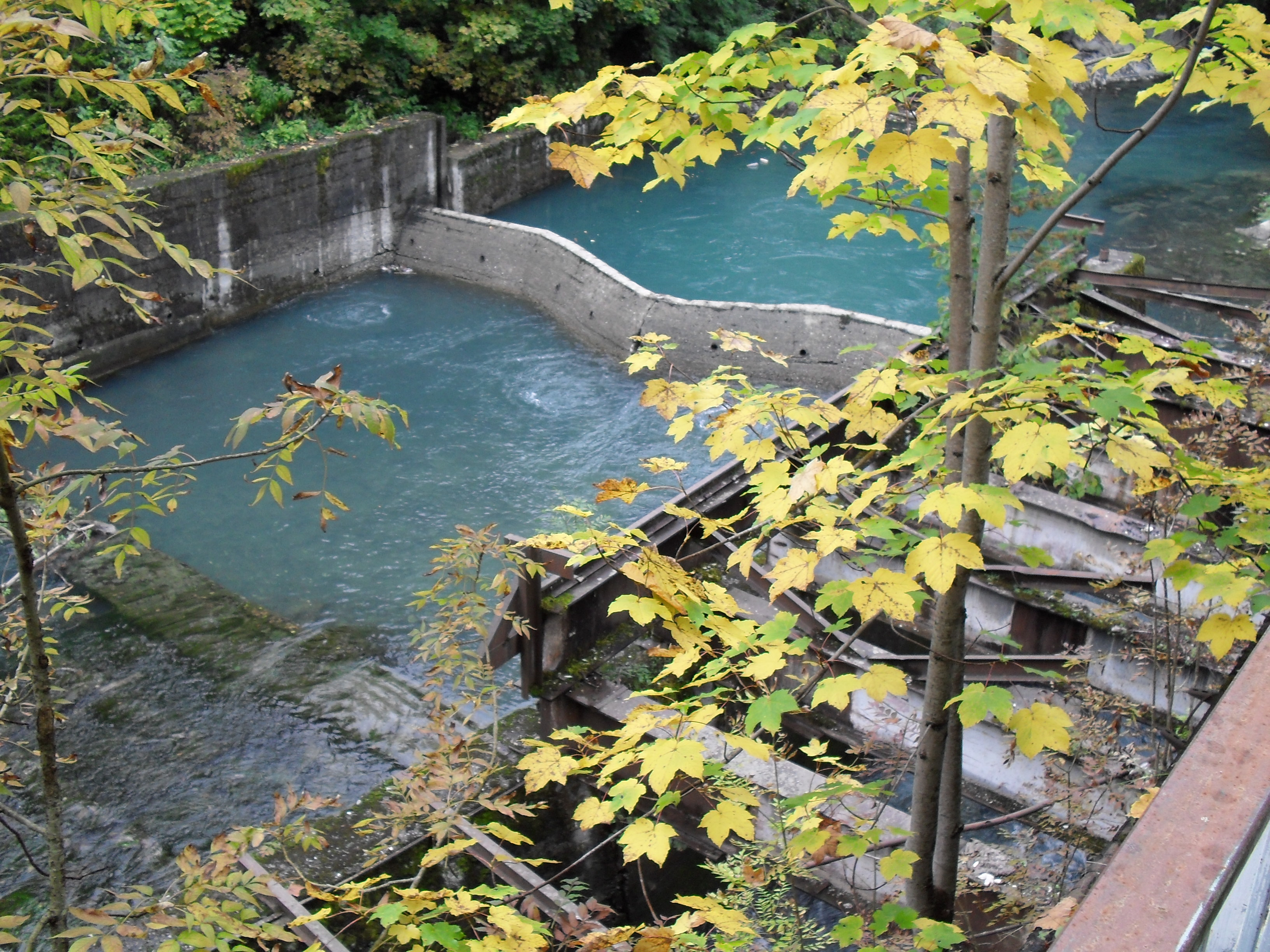
Юпшара у истока
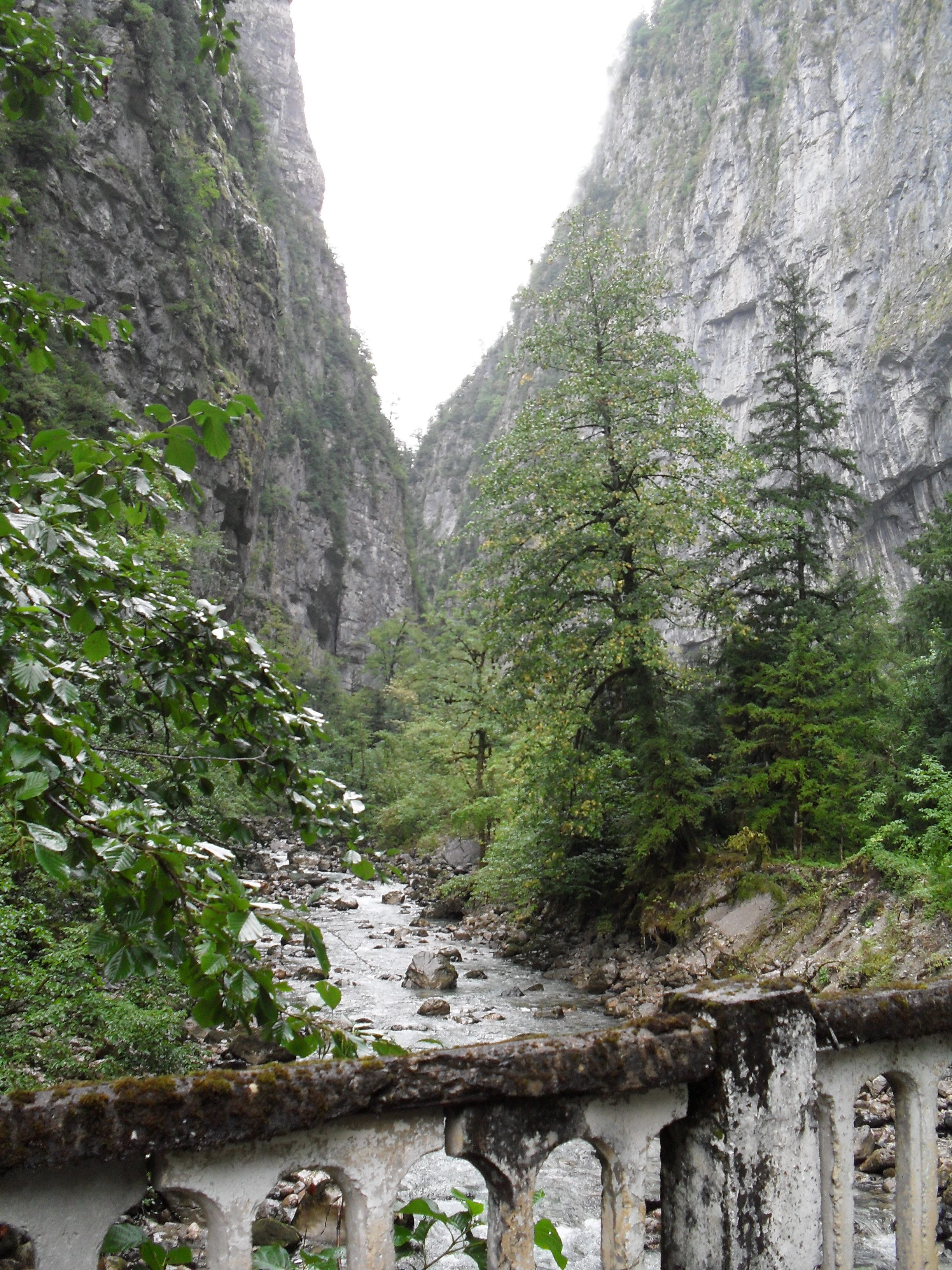
Юпшара в среднем течении
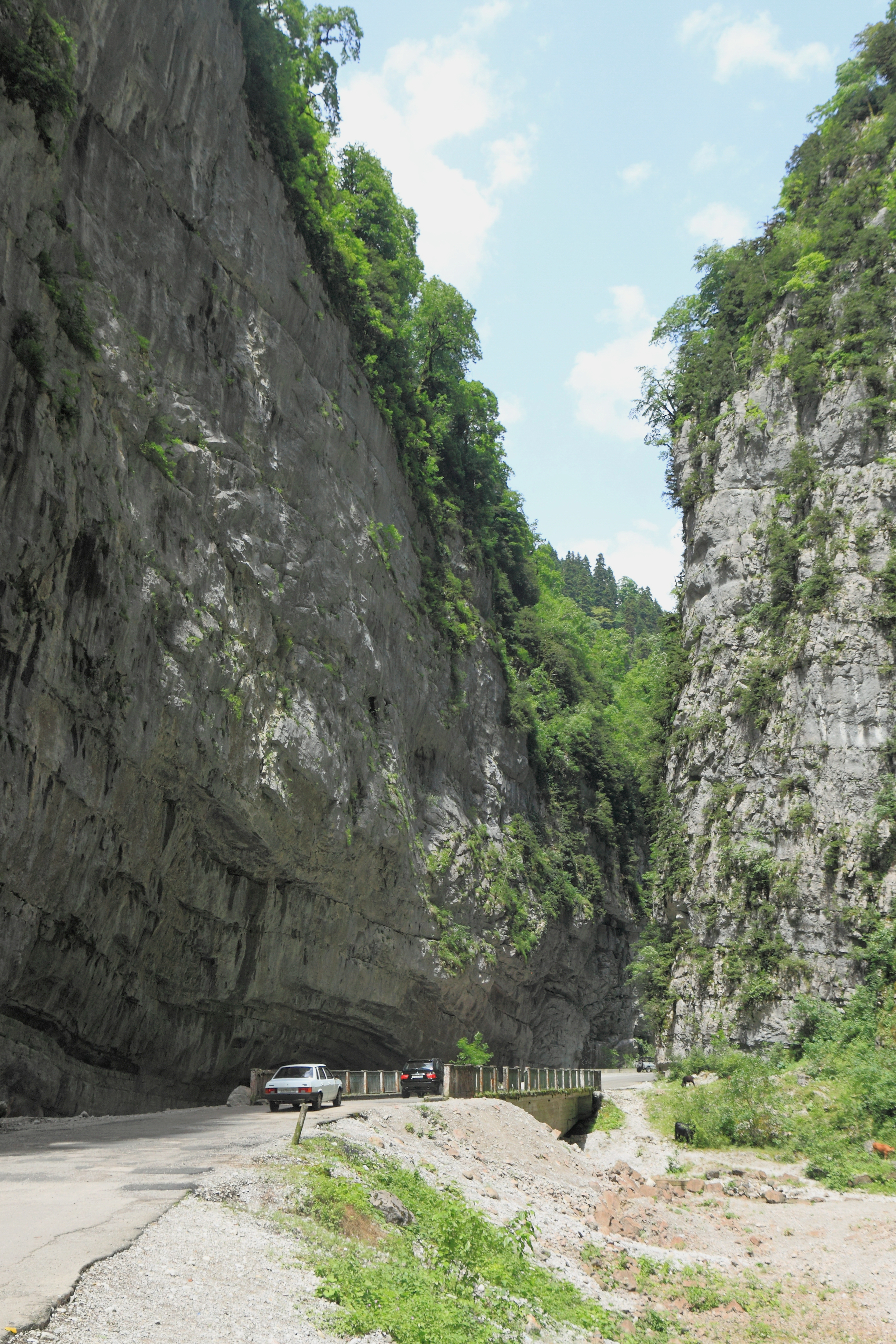
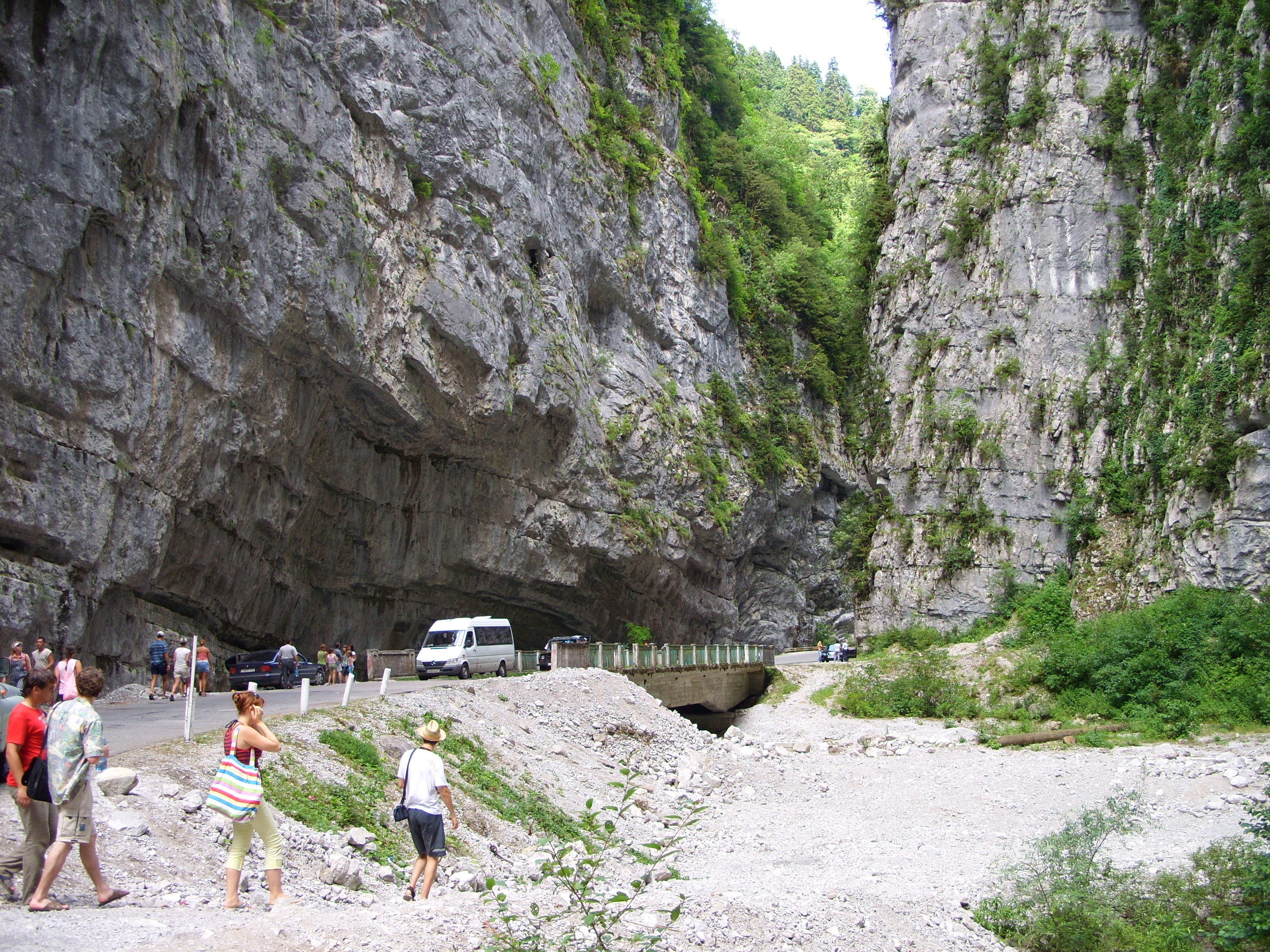
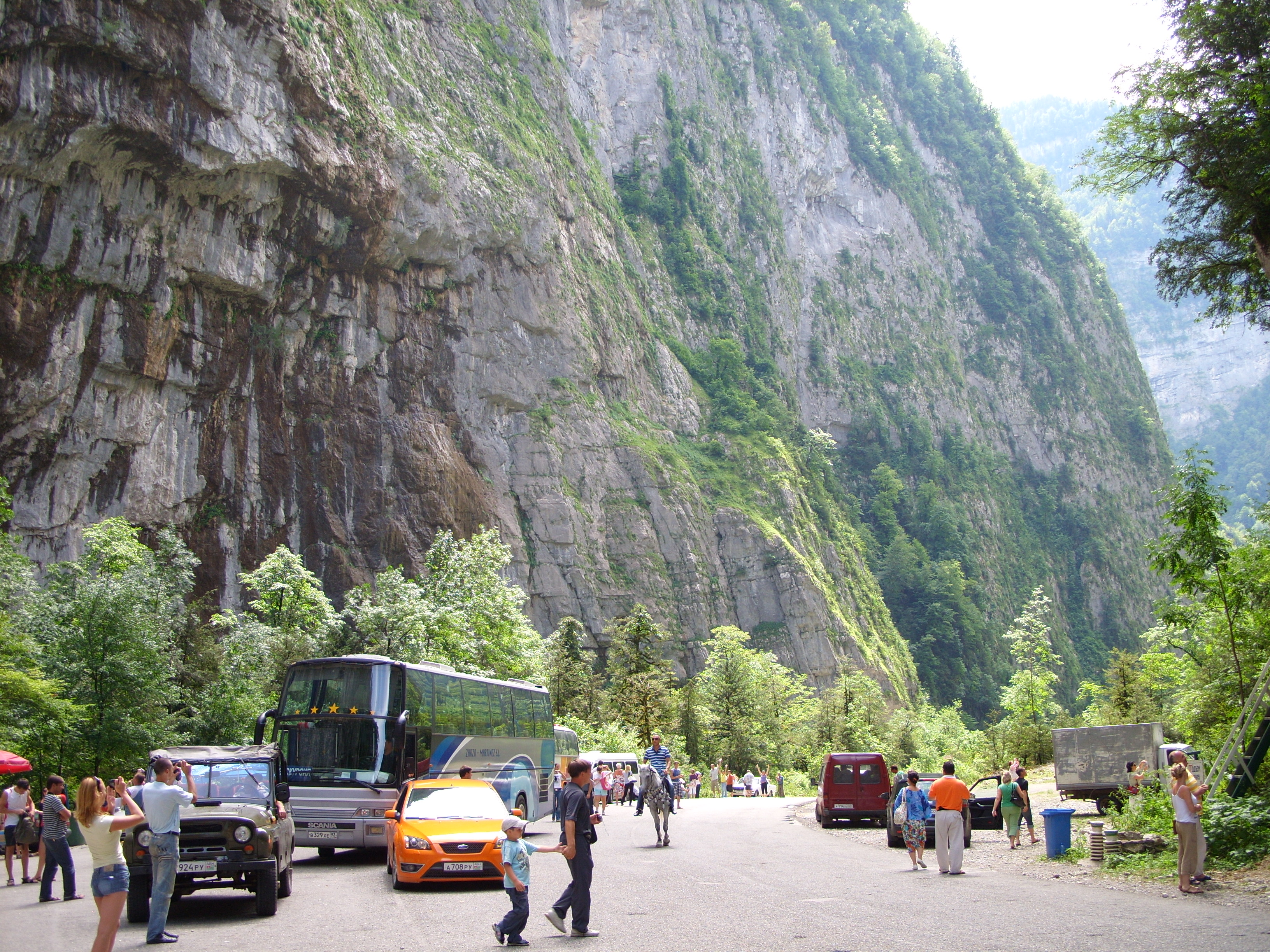
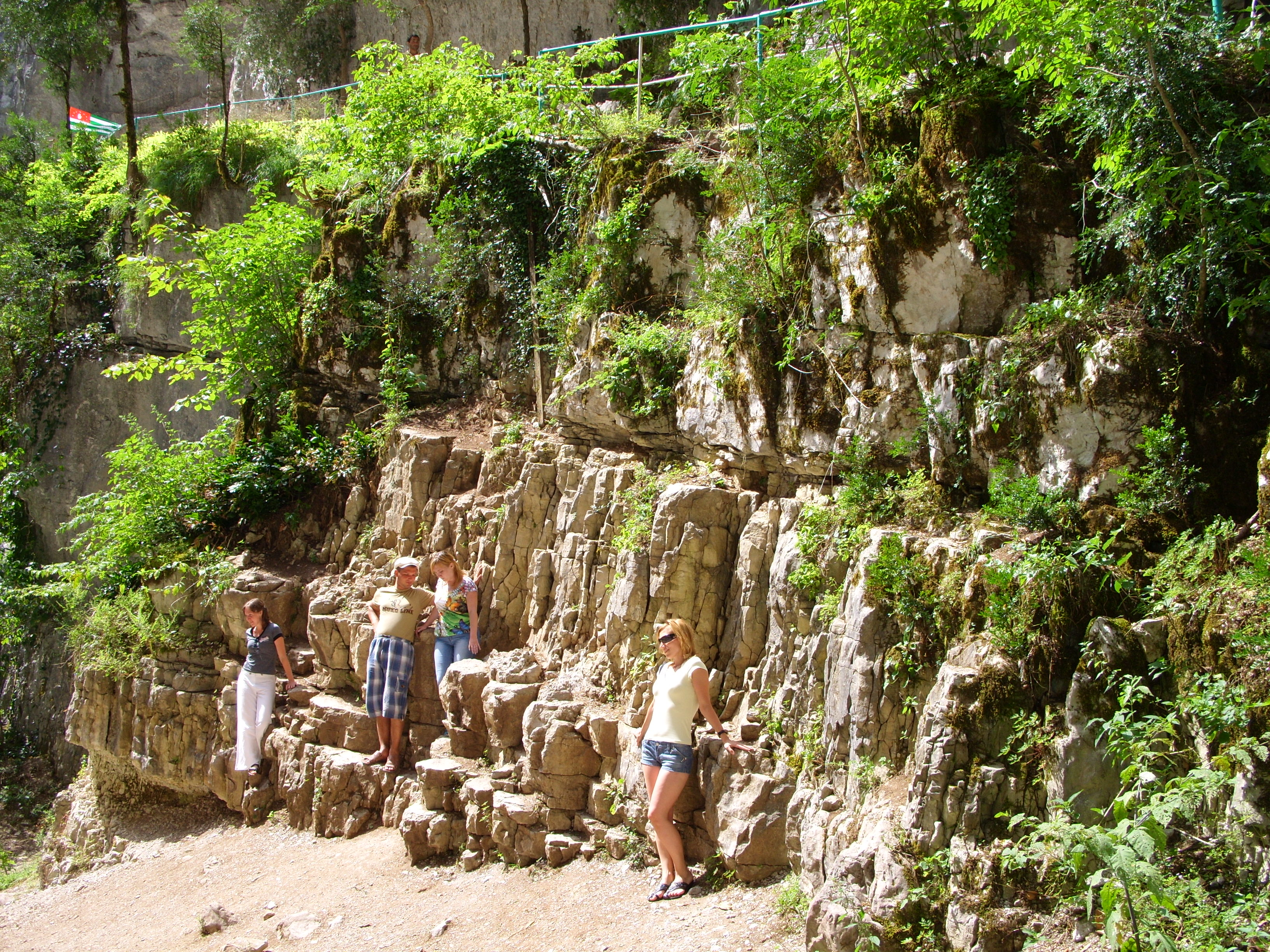
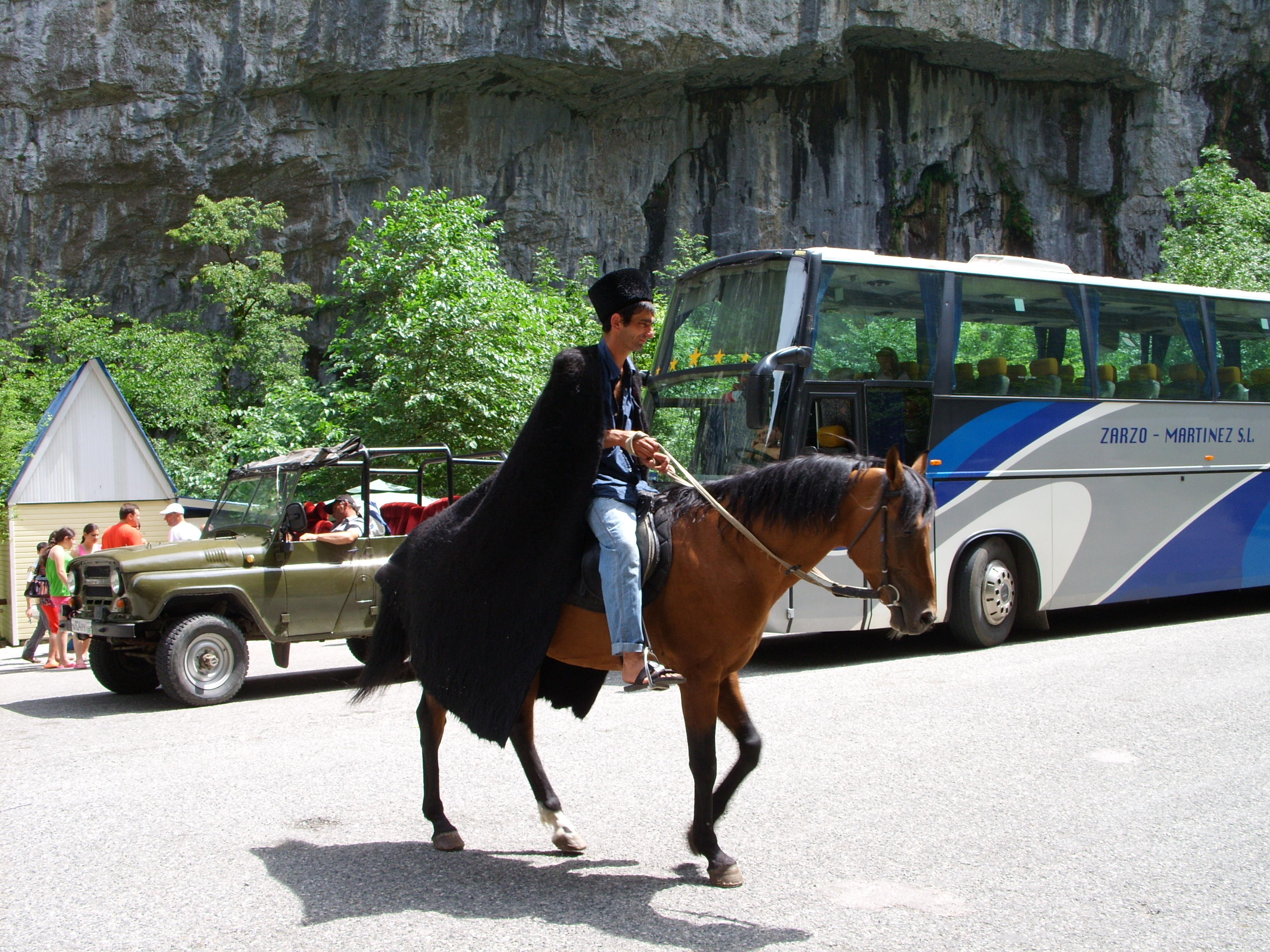
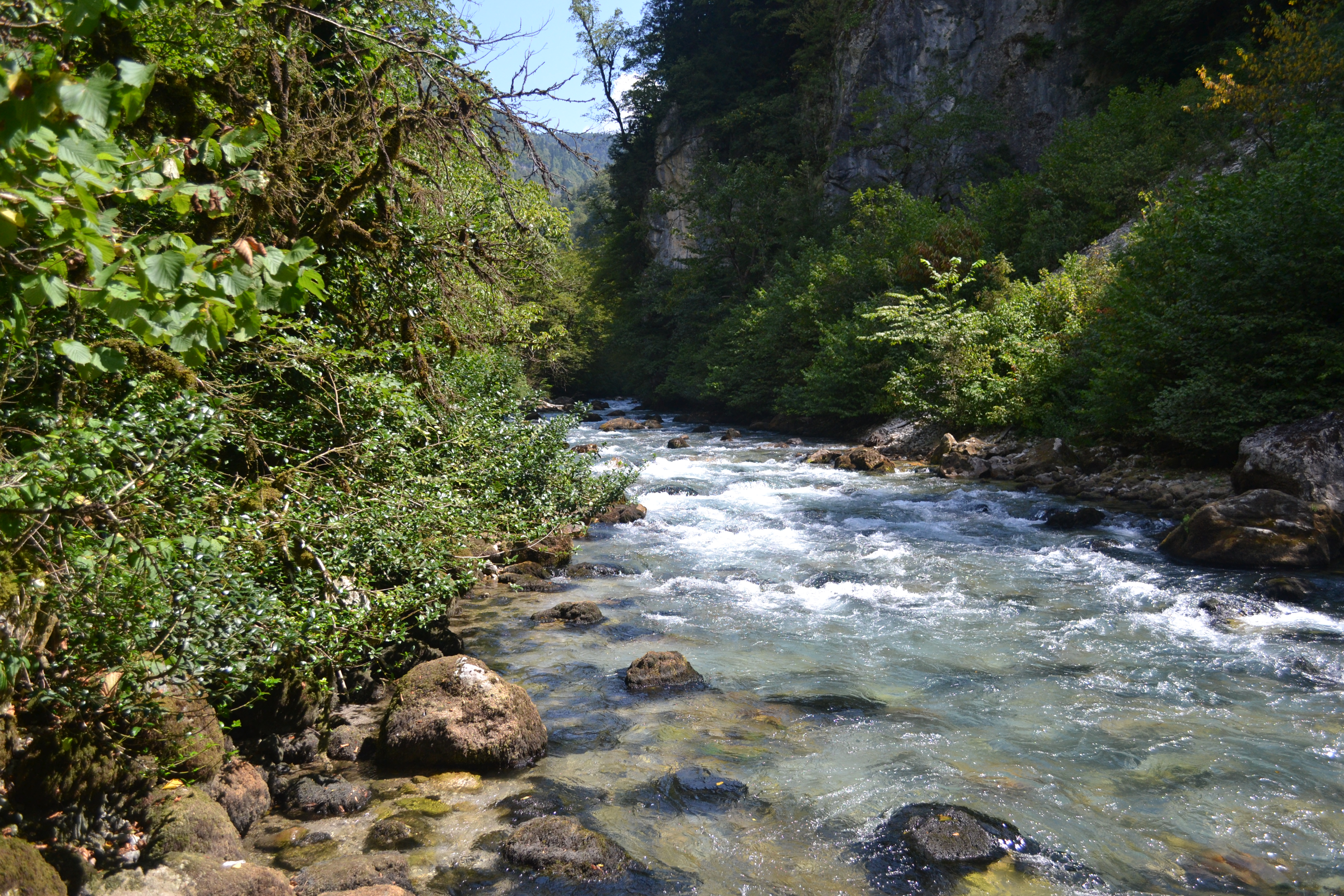
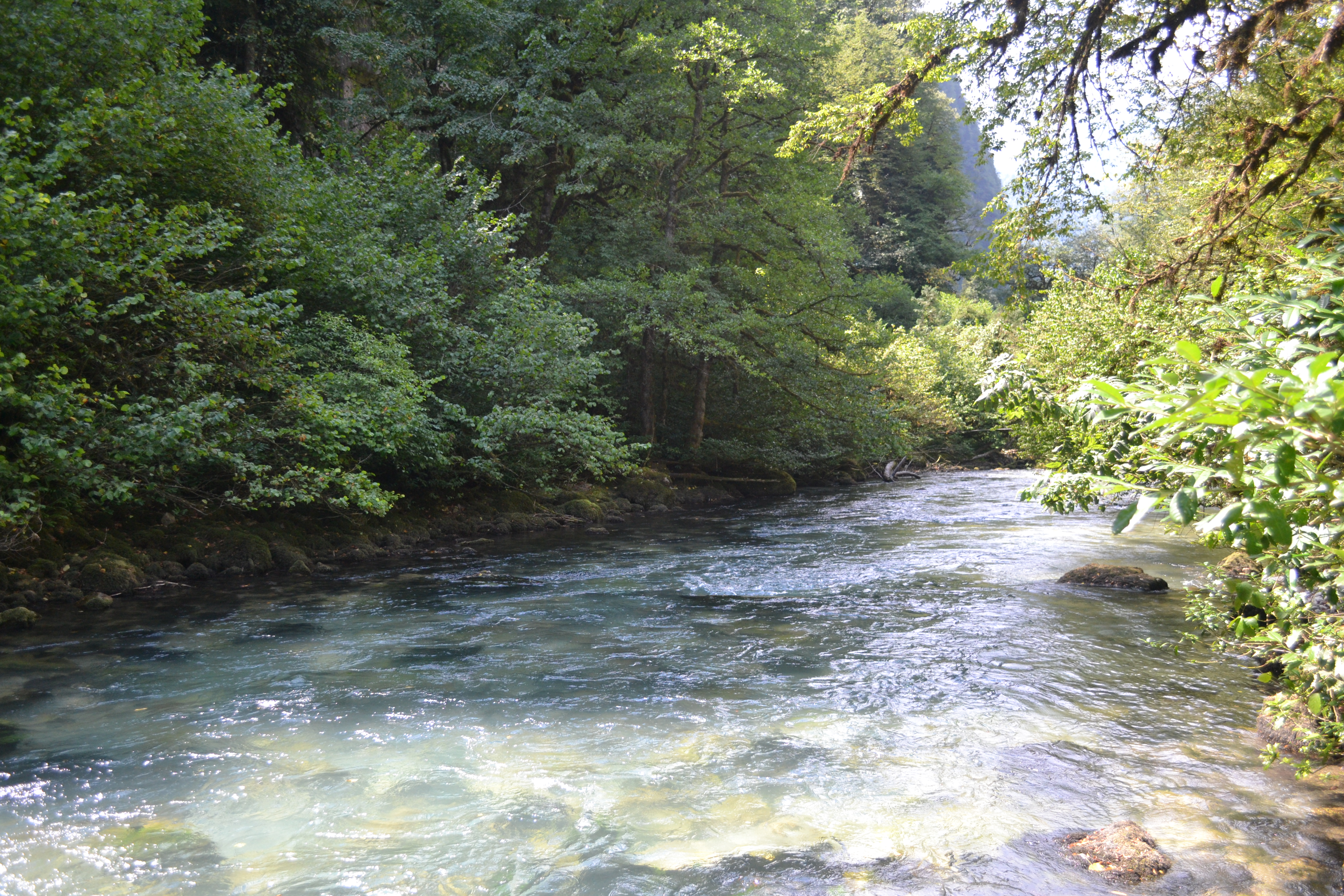
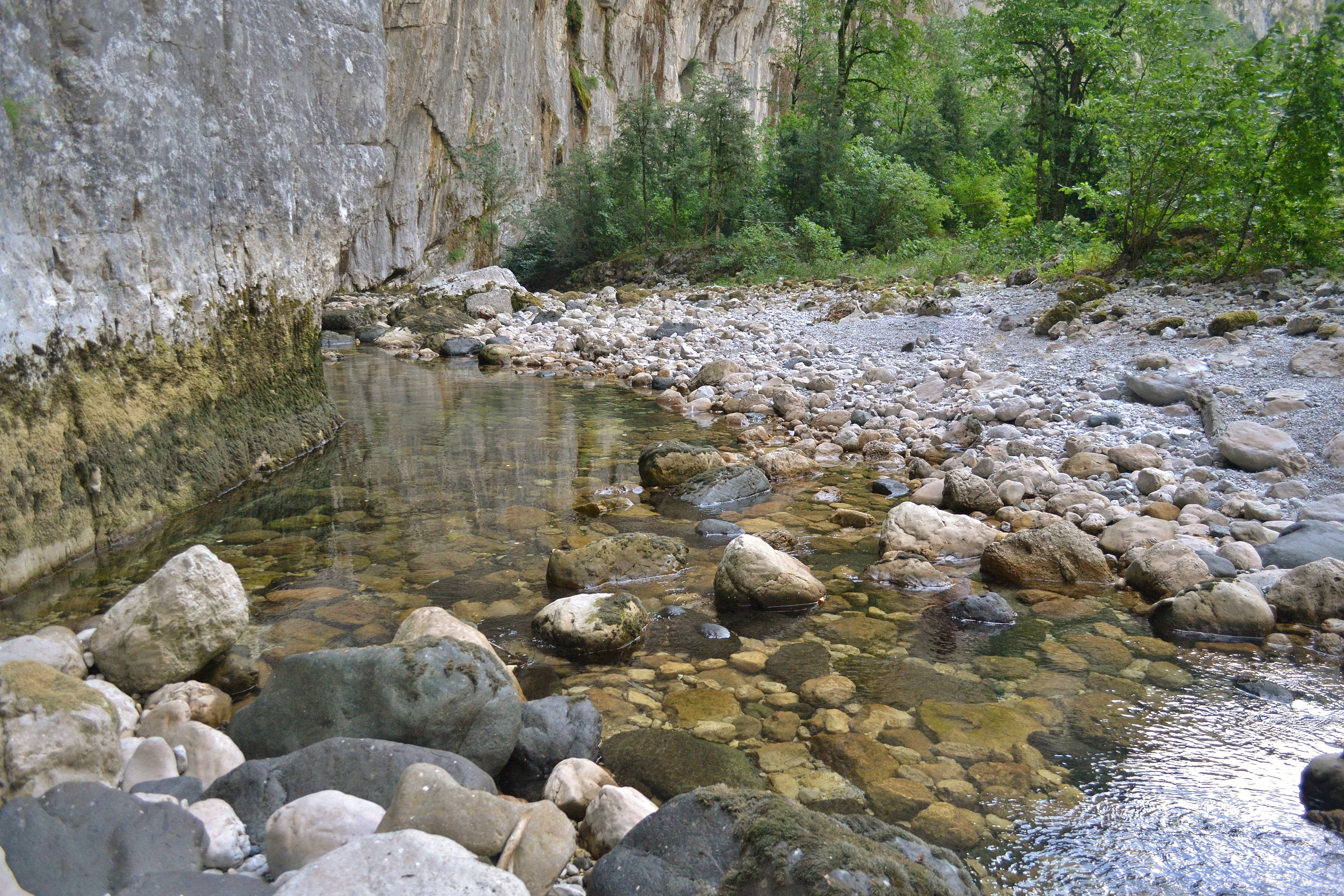
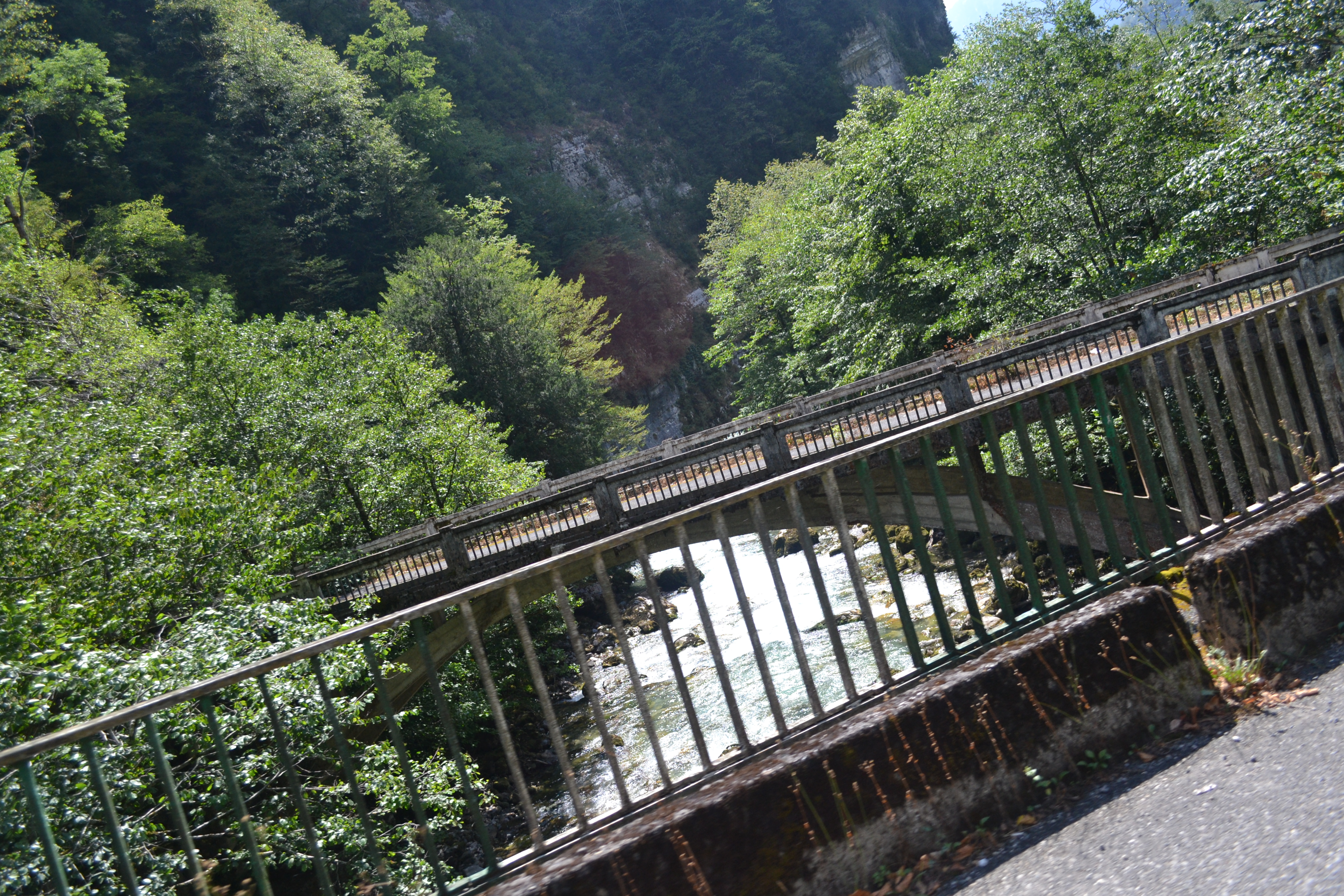